# Hans Leierdahl Nansen
Hans Leierdahl Nansen, född den 17 september 1764 i Kyrkjebø, Sogn, död den 15 mars 1821 i Kristiania, var en norsk ämbetsman och politiker, sonsons sonson till Hans Nansen, son till Ancker Anthoni Nansen, farfar till Fridtjof Nansen.
Nansen blev 1809 sorenskriver (landsdommer). Som stortingsman för Stavanger amt 1814, 1815-16, då han  var vicepresident i lagtinget, och 1821, gjorde han sig i hög grad gällande som moderat oppositionsman och skicklig debattör, som med lyrisk schvung anslog de nationalistiska strängarna.   
Han var 1814 ledamot av kommittéerna för grundlagens redigering och revision av regeringsprotokollen angående konventionen i Moss. 1815-16 var han ledamot av riksrätten mot 
statsrådet Haxthausen och av 16 kommittéer. Han författade några politiska stycken, varibland Bemærkninger over .... Dictamen  af  Hr. A. G. Silverstolpe et cetera (1815).